# Riverside (chanson)
Singles par Sidney Samson
Shut Up and Let It Go
Riverside est un titre musical de Sidney Samson, sorti en février 2009.

## Formats et liste des pistes
Téléchargement digital
- 1. 	Riverside		5:21
- 2. 	Just Shake		5:24

Téléchargement digital
- 1. 	Riverside (Randy Santino Mix)		7:42
- 2. 	Riverside (Prok & Fitch Remix)		7:10
- 3. 	Riverside (Ralvero Remix)		5:42
- 4. 	Riverside (Benny Royal & Robbie Taylor Remix)		6:11
- 5. 	Riverside (Afrojack Dutch Mix)		6:26
- 6. 	Riverside (Rene Amesz Riverkaas Remix)		5:28

Téléchargement digital
- 1. 	Riverside (Original Mix)		5:21
- 2. 	Riverside (Radio Mix)		2:25
- 3. 	Riverside (Randy Santino Mix)		7:42
- 4. 	Riverside (Prok & Fitch Remix)		7:10
- 5. 	Riverside (Ralvero Remix)		5:42
- 6. 	Riverside (Benny Royal & Robbie Taylor Remix)		6:11

12" Maxi
- 1. 	Riverside (Randy Santino Mix)		7:39
- 2. 	Riverside (Ralvero Remix)		5:41
- 3. 	Riverside (Prok & Fitch Remix)		7:08
- 4. 	Riverside (Benny Royal & Robbie Taylor Remix)		6:11

CD-Maxi
- 1. 	Riverside (Radio Mix)		2:26
- 2. 	Riverside (Original Mix)		5:21
- 3. 	Riverside (Randy Santino Mix)		7:42
- 4. 	Riverside (Prok & Fitch Remix)		7:10
- 5. 	Riverside (Ralvero Remix)		5:42
- 6. 	Riverside (Benny Royal & Robbie Taylor Remix)		6:11
- 7. 	Just Shake		5:24

### Classement par pays
| Classement (2009/10)                  | Meilleure position |
| Version originale                     | Version originale  |
| ------------------------------------- | ------------------ |
| Australie Classement single           | 10                 |
| Autriche Classement single            | 50                 |
| Belgique Classement single (Wallonie) | 13                 |
| Danemark Classement single            | 40                 |
| Pays-Bas Classement single            | 8                  |
| 2010 Remix avec Wizard Sleeve         |                    |
| IrlandeClassement single              | 2                  |
| Royaume-Uni Classement dance          | 1                  |
| Royaume-Uni Classement single         | 2                  |

### Classement de fin d'année
| Classement (2010)                                 | Position |
| ------------------------------------------------- | -------- |
| Royaume-Uni Singles (The Official Charts Company) | 38       |

## Historique de sortie
| Pays        | Date            | Format                 | Label          |
| ----------- | --------------- | ---------------------- | -------------- |
| Pays-Bas    | 18 février 2009 | CD Single              | Sneakerz Muzik |
| Pays-Bas    | 6 mars 2009     | Radio Mix              | Sneakerz Muzik |
| Pays-Bas    | 23 mars 2009    | Remixes                | Sneakerz Muzik |
| Australie   | 15 mai 2009     | CD Single              | Neon Records   |
| Australie   | 15 mai 2009     | Remixes                | Neon Records   |
| Royaume-Uni | 3 janvier 2010  | Téléchargement digital | Data Records   |
| Royaume-Uni | 3 janvier 2010  | Remixes                | Data Records   |
| Royaume-Uni | 4 janvier 2010  | CD single              | Data Records   |